# 天宝路街道
天宝路街道，是中华人民共和国陕西省铜川市耀州区下辖的一个乡镇级行政单位。

## 行政区划
天宝路街道下辖以下地区：
天宝滩社区、华原社区、塔坡社区、北街村、杨河村、崔兴村、槐林村和泥阳村。